# Polk Street rag
Polk Street rag is een lied geschreven door John Lees voor het studioalbum Octoberon van Barclay James Harvest (BJH).
De band voerde het nummer regelmatig uit en zodoende is het te horen op Live tapes; die opname werd weer gebruikt voor de B-kant van de single Loving is easy. Dat lied, ook van Lees, werd door de BBC geweerd om in hun ogen te expliciete teksten.

## Achtergrond
Lees was binnen BJH vooral bekend om religieuze (He said love) dan wel protestliederen. Dit lied gaat over een heel ander onderwerp, de destijds spraakmakende pornofilm Deep Throat. De film zou meer aandacht geven aan de seksualiteit van de vrouw, maar in de jaren tachtig van de 20e eeuw werd het gezien als onderdrukking van de vrouw in dat genre films. Lees zou de film hebben gezien in de east side en refereert in de teksten aan porno ("Did you love it", "you came together"). Of hij al bekend was met de schaduwzijde van de film ten tijde van het schrijven bleef onbekend. 
Hij haalde de titel uit de grootste straat binnen een buurt van San Francisco die bekend stond om het nachtleven. Hij zou er zelf zijn wezen kijken om te zien wat het voorstelde. BJH verbleef in 1976 enige tijd in San Francisco in de hoop dat zij daar (weer) een album konden opnemen, maar de beoogde muziekproducent Elliot Mazer had het te druk, en de band keerde onverrichter zake terug naar Engeland.